# 戀山形站
戀山形站（日语：／ Koi-Yamagata eki */?）是位於鳥取縣八頭郡智頭町，屬於智頭急行智頭線的車站。

## 歷史

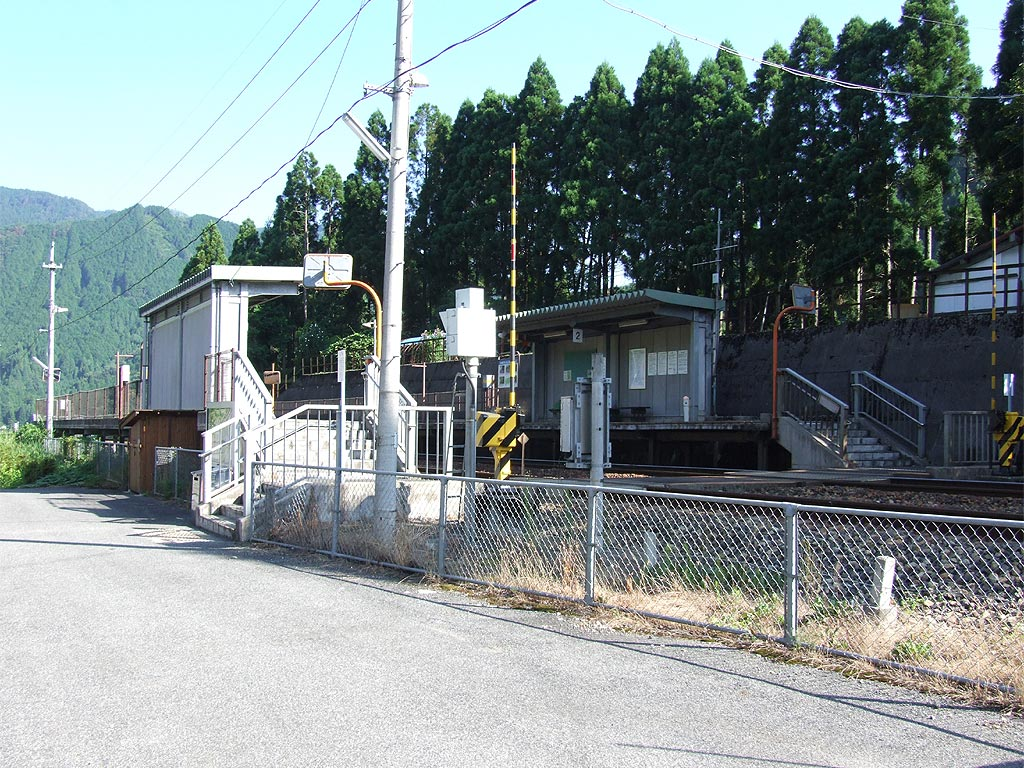
塗上粉紅塗裝前的戀山形站（2008年8月）

- 1994年（平成6年）12月3日 - 智頭急行智頭線開通，此站啟用[1][2]。
當初車站預計名為「因幡山形站」[1]，後來自於應當地人要求，把車站名為「戀山形站」，意思是「來山形」[3]。
- 2013年（平成25年）6月9日 - 在日本內四座「戀」字的車站（此站，母戀站、戀濱站、戀窪站）共同進行企劃，名為「戀站項目」[1][3]。當中乘車處和候車室等車站地面設備均塗裝上粉紅色[1][3][4][5][6]。
- 2014年（平成26年）3月15日 - 為了到訪車站的乘客，部分普通列車的停車時間延長約5分鐘[7]。
- 2016年（平成28年） - 設置粉紅色的「戀郵筒」[3][5][8]。
- 2017年（平成29年）4月1日 - 站前把約70米，寬1米的地方塗上粉紅色，名為「戀路」[3][5][8]。

## 車站構造
本站是地面車站，設有2面2線的相對式月台。此站是無人車站，站內沒有設置站房。在1號月台靠近上郡一方設有車站出入口。兩月台之間透過站內平交道連接。此站的站名牌在2013年變為心型，候車室等外觀均塗上粉紅色。

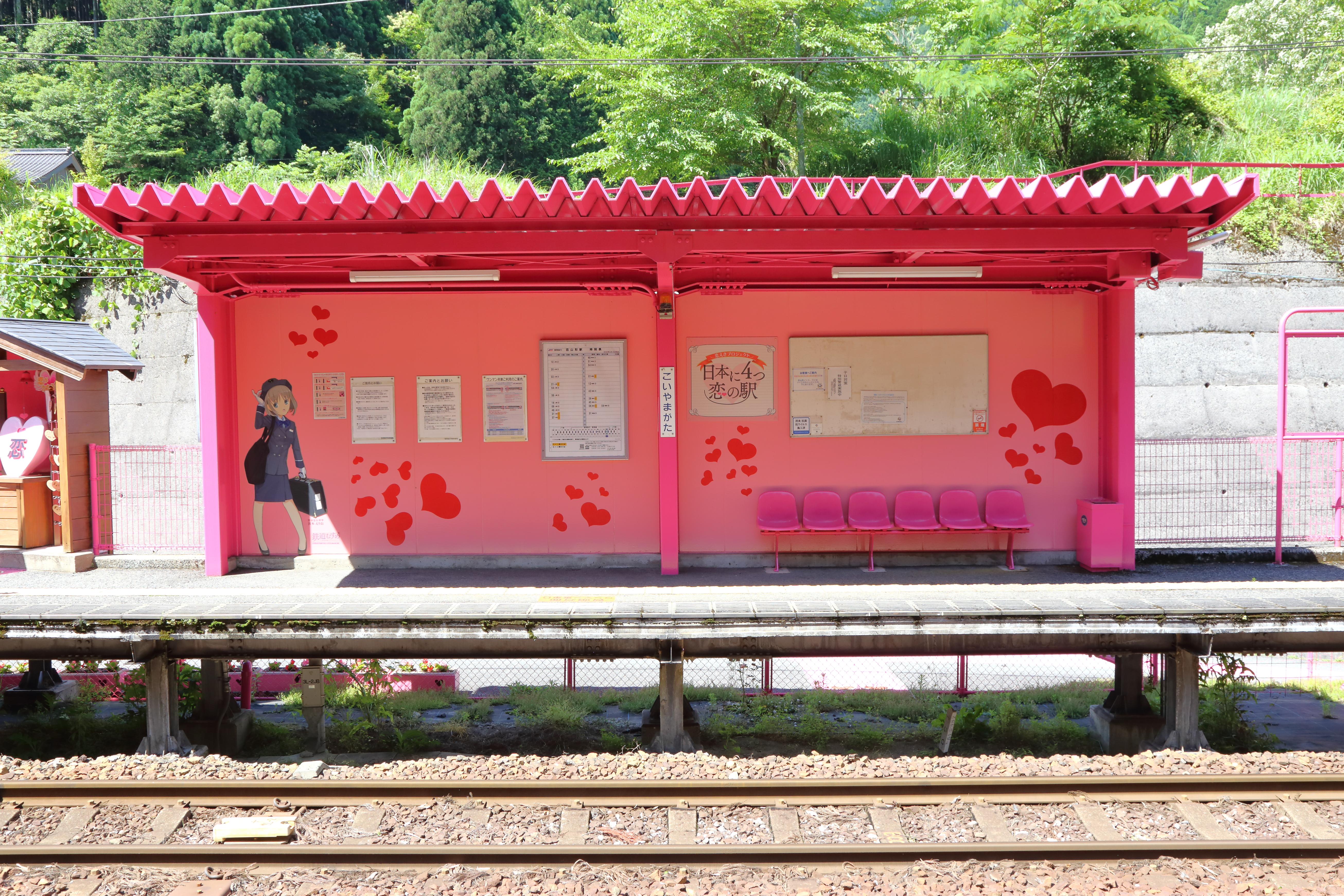
候車室（2025年6月）
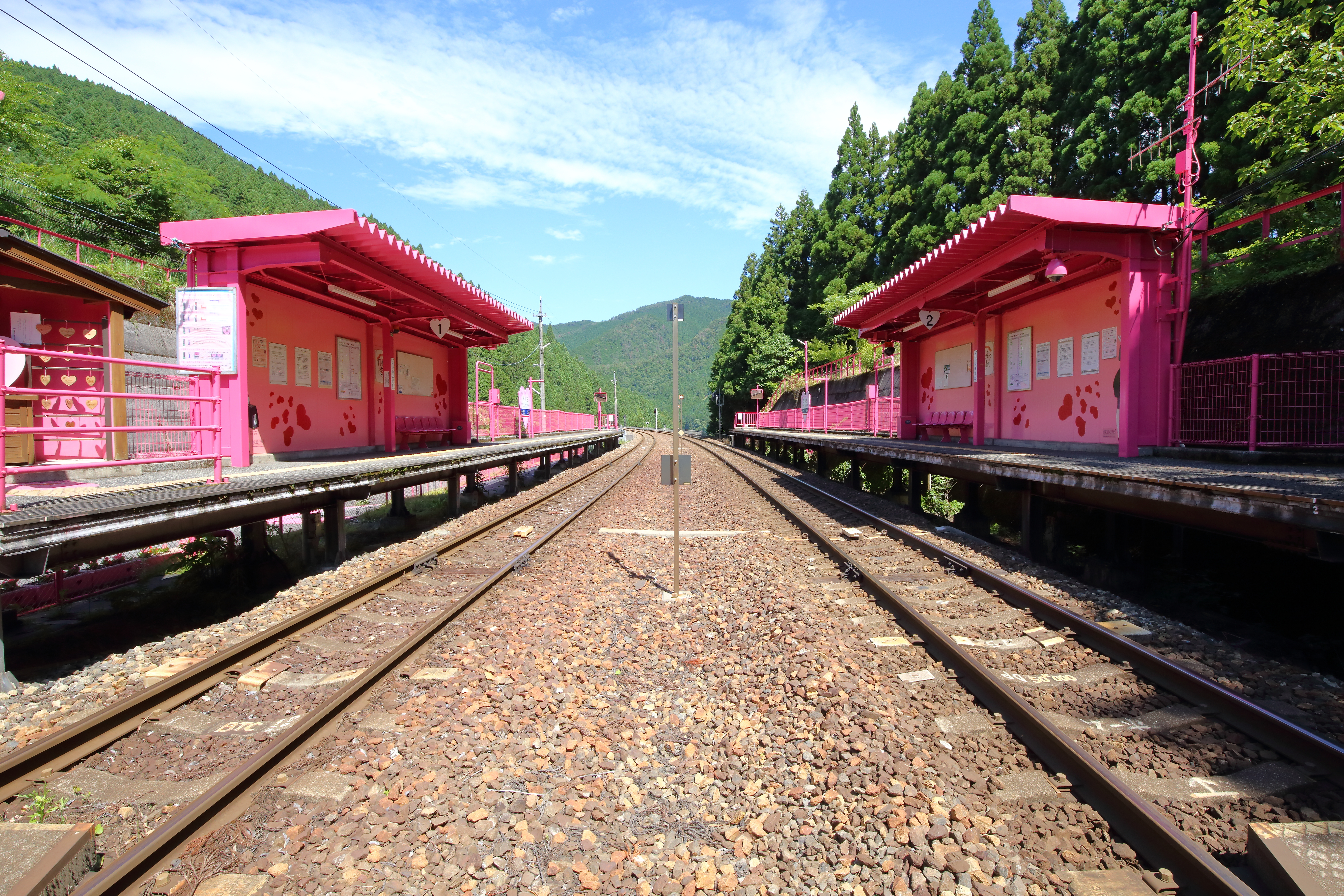
月台（2025年6月）

### 月台
| 月台 | 路線    | 上下行 | 方向                       |
| ---- | ------- | ------ | -------------------------- |
| 1、2 | ■智頭線 | 下行   | 智頭、鳥取、倉吉方向       |
| 1、2 | ■智頭線 | 上行   | 上郡、大阪、京都、岡山方向 |

1號月台是上下行本線。2號月台為副本線，該路軌為一線通過的結構。通常上下行列車均停靠於2號月台。當進行列車交會或避待通過列車時才使用1號月台（在兩架普通列車進行列車交會時，智頭方向列車使用1號月台，上郡方向列車會使用2號月台）。

## 使用狀況
| 1日上下車人次變化 | 1日上下車人次變化 |
| 年度              | 1日平均人次       |
| ----------------- | ----------------- |
| 2018年            | 5                 |

## 車站周邊
- 智頭町立山形小學（日语：智頭町立山形小学校）（已關校）
- 國道373號（日语：国道373号）
- 鳥取縣道6號津山智頭八東線（日语：岡山県道・鳥取県道6号津山智頭八東線）

## 其他
招牌

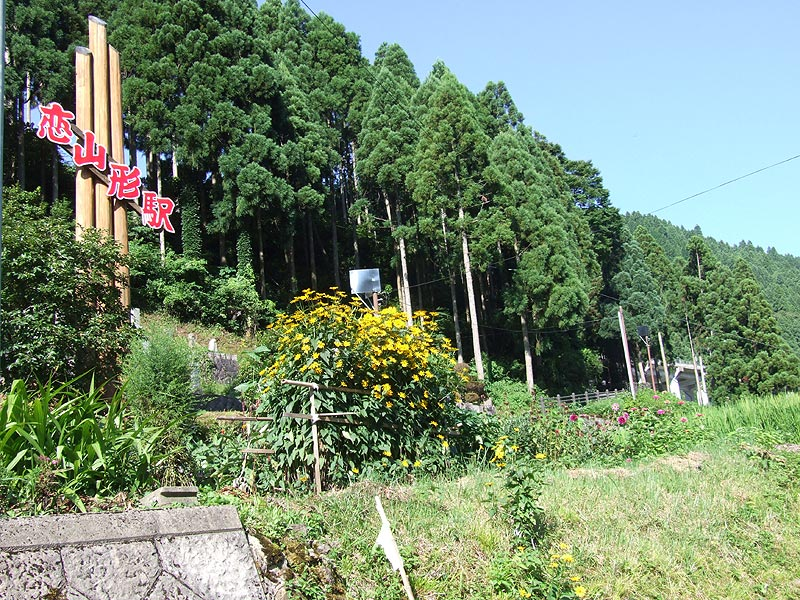
在車站斜坡下的村落一方

在車站入口設有巨大杉木（杉木來自智頭町的特產），縱立了「戀山形站」的招牌。在國道373號可看到該招牌，現時已經撤走了。
戀站項目
在戀站項目中，月台的站名牌改變為心形。1號乘車處設置了一個心形紀念碑和繪馬架。在這個項目中，為了乘客到訪此站後不需要長時間等待下一班列車，在2014年（平成26年）3月15日起，部分普通列車的停車時間延長至約5分鐘。另外在2019年時間表修正中，為了方便到訪此站者拍攝和參觀，星期六與假日設有列車停靠戀山形站長達25分鐘。

## 相鄰車站
智頭急行
■智頭線
山鄉－戀山形－智頭

## 注腳
1. 1 2 3 4 5 6 7 8  . Response.. 2013-06-03  [2021-08-01]. （原始内容存档于2021-08-01） （日语）.
2. 1 2 3  . 朝日新聞數碼. 2019-12-04  [2021-08-01]. （原始内容存档于2019-12-11） （日语）.
3. 1 2 3 4 5 6 7 8  . 產經新聞. 2020-03-30  [2021-08-01]. （原始内容存档于2021-08-01） （日语）.
4. 1 2  “恋かなう駅舎完成 智頭急行恋山形駅”. 日本海新聞 (新日本海新聞社). (2013年6月11日)
5. 1 2 3 4 5  . ORICON NEWS. 2017-05-18  [2021-08-01]. （原始内容存档于2021-08-01） （日语）.
6. ↑  ピンクになってあの手この手　智頭急行・恋山形駅　鳥取 （页面存档备份，存于）（日語）朝日新聞社，2014年4月23日
7. 1 2  加藤結花(2014年3月15日). “雑記帳:智頭急行が「恋がかなう駅」としてPRしている恋山形駅…”. 毎日新聞 (毎日新聞社)
8. 1 2  斉藤智子. . 朝日新聞 (朝日新聞社). 2017-04-28: 朝刊 鳥取全県版 （日语）.
9. ↑  国土数値情報(駅別乗降客数データ)  （页面存档备份，存于）（日語） - 國土交通省，2019年9月2日參閲
10. ↑  . 讀賣新聞Online（日语：読売新聞オンライン）. 2020-10-10  [2021-08-19]. （原始内容存档于2020-10-18） （日语）.

## 外部連結
- 戀山形站 （页面存档备份，存于）（日語） - 車站大樓介紹
- 戀愛成真車站"戀山形站" （页面存档备份，存于）（日語） - 智頭急行
- 鳥取縣觀光資訊 鳥取旅行的原始資訊 戀山形站（智頭急行） （页面存档备份，存于）（日語） - 鳥取縣觀光聯盟